# Уилем Дефо
Уилям Дѐфо, известен като Уилем Дефо̀ (на английски: William Dafoe и Willem Dafoe), е американски филмов и театрален актьор, роден през 1955 г. Той е сред основателите на експерименталната театрална компания „The Wooster Group“. Има забележителна кариера в киното с възлови роли в класически произведения като: Взвод (1986) на Оливър Стоун, Последното изкушение на Христос (1988) на Мартин Скорсезе, Мисисипи в пламъци (1988) на Алън Паркър, Диво сърце (1990) на Дейвид Линч, Английският пациент (1996) на Антъни Мингела, Светците от Бундок (1999) на Трой Дъфи.

## Биография

### Ранни години и личен живот
Уилем Дефо е роден на 22 юли 1955 г. в Апълтън, щат Уисконсин. Той е шестото от осем деца на Мюриъл Изабел, медицинска сестра от Бостън и д-р Уилям Алфред Дефо – хирург. Сменя правописа и произношението на рожденото си име – от Уилям (William) на Уилем (Willem), за да не го наричат „Били“ или „Уилям младши“.
Дефо учи драма в университета на Уисконсин в Милуоки, но напуска преди дипломирането си, за да се присъедини към авангардната група „Theatre X“. Той среща режисьорката Елизабет Лекомпт в експерименталната нюйоркска трупа, наречена „Група за представления“. Двамата са част от нейното преструктуриране и са сред основателите на театралната компания „The Wooster Group“. По това време те започват интимна връзка, в резултат на която през 1982 г. се ражда синът им – Джак. В крайна сметка двамата се разделят през 2004 г. През следващата 2005 г. Дефо сключва брак с италианската актриса и режисьор Джада Колагранде.
Единият от неговите братя – Донълд, е научен изследовател и хирург, специалист по трансплантации.
Дефо е пескетарианец. Не яде месо, тъй като смята, че „животновъдните ферми са една от основните причини за разрушаването на планетата“. Ежедневно практикува ащанга йога.

## Награди и номинации
Награди на Американската филмова академия „Оскар“ (САЩ):
- Номинация за най-добър актьор в поддържаща роля за Взвод (1986)
- Номинация за най-добър актьор в поддържаща роля за Сянката на вампира (2000)

Награди „Златен глобус“ (САЩ):
- Номинация за най-добър актьор в поддържаща роля за Сянката на вампира (2000)

Награди „Независим Дух“
- Награда за най-добър актьор в поддържаща роля за Сянката на вампира (2000)

- Номинация за най-добър актьор в поддържаща роля за Диво сърце (1990)
- Номинация за най-добър актьор в главна роля за Взвод (1986)

## Избрана филмография
| Година | Филм                                            | Оригинално заглавие                | Роля                              | Режисьор                   | Бележки              |
| ------ | ----------------------------------------------- | ---------------------------------- | --------------------------------- | -------------------------- | -------------------- |
| 1984   | Огнени улици                                    | Streets of fire                    | Рейвън Шедок                      | Уолтър Хил                 |                      |
| 1986   | Взвод                                           | Platoon                            | сержант Елиъс                     | Оливър Стоун               | номинация за „Оскар“ |
| 1988   | Последното изкушение на Христос                 | The Last Temptation of Christ      | Христос                           | Мартин Скорсезе            |                      |
| 1988   | Мисисипи в пламъци                              | Mississippi Burning                | агент Алън Уард                   | Алън Паркър                |                      |
| 1989   | Роден на четвърти юли                           | Born on the Fourth of July         | Чарли                             | Оливър Стоун               |                      |
| 1990   | Диво сърце                                      | Wild at Heart                      | Боби Перу                         | Дейвид Линч                |                      |
| 1992   | Бели пясъци                                     | White Sands                        | шериф Рей Долизъл                 | Роджър Доналдсън           |                      |
| 1994   | Реална опасност                                 | Clear and Present Danger           | Джон Кларк                        | Филип Нойс                 |                      |
| 1996   | Английският пациент                             | The English Patient                | Дейвид Караваджо                  | Антъни Мингела             |                      |
| 1997   | Скорост 2                                       | Speed 2: Cruise Control            | Джон Гайгър                       | Ян де Бонт                 |                      |
| 1999   | Светците от Бундок                              | The Boondock Saints                | агент Пол Смекър                  | Трой Дафи                  |                      |
| 2000   | Американски психар                              | American Psycho                    | детектив Донълд Кимбъл            | Мери Харън                 |                      |
| 2000   | Сянката на вампира                              | Shadow of the Vampire              | Макс Шрек                         | Едмънд Елиас Меридж        | номинация за „Оскар“ |
| 2002   | Спайдър-Мен                                     | Spider-Man                         | Грийн Гоблин / Нормън Осбърн      | Сам Рейми                  |                      |
| 2003   | Имало едно време в Мексико                      | Once Upon a Time in Mexico         | Армандо Барило                    | Робърт Родригес            |                      |
| 2004   | Спайдър-Мен 2                                   | Spider-Man 2                       | Грийн Гоблин / Нормън Осбърн      | Сам Рейми                  |                      |
| 2004   | Морски живот със Стив Зису                      | The Life Aquatic with Steve Zissou | Клаус Даймлер                     | Уес Андерсън               |                      |
| 2004   | Авиаторът                                       | The Aviator                        | Роланд Суийт                      | Мартин Скорсезе            |                      |
| 2005   | Мандърлей                                       | Manderlay                          | Бащата на Грейс                   | Ларс фон Триер             |                      |
| 2006   | Американски мечти                               | American Dreamz                    | Администратор на президента       | Пол Вайц                   |                      |
| 2007   | Спайдър-Мен 3                                   | Spider-Man 3                       | Грийн Гоблин / Нормън Осбърн      | Сам Рейми                  |                      |
| 2009   | Антихрист                                       | Antichrist                         | Той                               | Ларс фон Триер             |                      |
| 2012   | Джон Картър: Между два свята                    | John Carter                        | Тарс Таркас                       | Андрю Стантън              |                      |
| 2013   | Нимфоманка                                      | Nymphomaniac                       | L                                 | Ларс фон Триер             |                      |
| 2014   | Гранд хотел „Будапеща“                          | The Grand Budapest Hotel           | Дж. Джоплинг                      | Уес Андерсън               |                      |
| 2014   | Най-търсеният човек                             | A Most Wanted Man                  | Томи Бру                          | Антон Корбейн              |                      |
| 2014   | Джон Уик                                        | John Wick                          | Маркус                            | Чад Стахелски, Дейвид Лийч |                      |
| 2018   | Аквамен                                         | Aquaman                            | Нуидис Вулко                      | Джеймс Уан                 |                      |
| 2019   | Фарът                                           | The Lighthouse                     | Томас Уейк                        | Робърт Егърс               |                      |
| 2021   | Спайдър-мен: Без път към дома                   | Spider-Man: No Way Home            | Грийн Гоблин / Нормън Осбърн      | Джон Уатс                  |                      |
| 2021   | Френският бюлетин на Либърти, Канзас Ивнинг Сън | The French Dispatch                | Алберт                            | Уес Андерсън               |                      |
| 2021   | Улицата на кошмарите                            | Nightmare Alley                    | Клем Хотли                        | Гийермо дел Торо           |                      |
| 2022   | Викингът                                        | The Northman                       | Хеймир                            | Робърт Егърс               |                      |
| 2022   | Да умреш за долар                               | Dead for a Dollar                  | Джо Крибънс                       | Уолтър Хил                 |                      |
| 2023   | Вътре                                           | Inside                             | Немо                              | Василис Кацупис            |                      |
| 2023   | Аквамен и изгубеното кралство                   | Aquaman and the Lost Kingdom       | Нуйдис Вулко                      | Джеймс Уан                 |                      |
| 2023   | Дългоочакваното утро                            | Finalmente l'alba                  | Руфус Приори                      | Саверио Костанцо           |                      |
| 2023   | Клети създания                                  | Poor Things                        | Доктор Годуин Бакстер             | Йоргос Лантимос            |                      |
| 2023   | Вътре                                           | Inside                             | Немо                              | Василис Кацупис            |                      |
| 2024   | Благи деяния                                    | Kinds of Kindness                  | Реймонд/Джордж/Оми                | Йоргос Лантимос            |                      |
| 2024   | Носферату                                       | Носферату                          | Професор Албин Еберхарт фон Франц | Робърт Егърс               |                      |